# (202787) Kestecher
(202787) Kestecher est un astéroïde de la ceinture principale.

## Description
(202787) Kestecher est un astéroïde de la ceinture principale. Il fut découvert le 25 juillet 2008 à La Sagra par l'observatoire astronomique de Majorque. Il présente une orbite caractérisée par un demi-grand axe de 2,43 UA, une excentricité de 0,23 et une inclinaison de 1,0° par rapport à l'écliptique.

## Compléments